# مختاران
مختاران یک روستا در ایران است که در دهستان نهارجان واقع شده‌است. مختاران ۸۰۴ نفر جمعیت دارد.